# 2919 Dali
2919 Dali è un asteroide della fascia principale. Scoperto nel 1981, presenta un'orbita caratterizzata da un semiasse maggiore pari a 3,1440545 UA e da un'eccentricità di 0,1397856, inclinata di 1,42435° rispetto all'eclittica.